# La Romaine Airport
La Romaine Airport (franska: Aéroport La Romaine, engelska: Gethsemani Airport) är en flygplats i Kanada.   Den ligger i regionen Côte-Nord och provinsen Québec, i den östra delen av landet, 1 200 km öster om huvudstaden Ottawa. La Romaine Airport ligger 28 meter över havet.
Terrängen runt La Romaine Airport är platt. Havet är nära La Romaine Airport söderut. Runt La Romaine Airport är det ganska tätbefolkat, med 52 invånare per kvadratkilometer.. Närmaste större samhälle är La Romaine, 5,1 km söder om La Romaine Airport. 
I omgivningarna runt La Romaine Airport växer i huvudsak barrskog.